# 설악프라자랜드
설악프라자랜드는 강원도 속초시에 있던 놀이공원으로 2005년 8월 경영난으로 인해 폐장되었다. 현재는 매표소를 제외한 모든 시설이 철거되었다.

## 시설물

### 놀이기구
- 바이킹
- 환상여행선
- 럭비카
- 프라자열차
- 소방차
- 우주관광
- 밀월여행
- 회전목마
- 타가다디스코
- 청룡열차
- 미니바이킹
- 점핑보트
- 뉴욕시티
- 범퍼카
- 용바이킹

### 기타
- 화장실
- 주차장
- 매표소
- 야구장
- 탁구장
- 매점
- 롤러스케이트장